# Draga pri Šentrupertu
Draga pri Šentrupertu je naselje v Občini Šentrupert.